# Abbaye de Beinwil
L'abbaye de Beinwil est un ancien monastère bénédictin situé à Beinwil en Suisse, dans le canton de Soleure. Elle figure à l'Inventaire suisse des biens culturels d'importance nationale et régionale en tant que monument d'importance nationale.

## Histoire

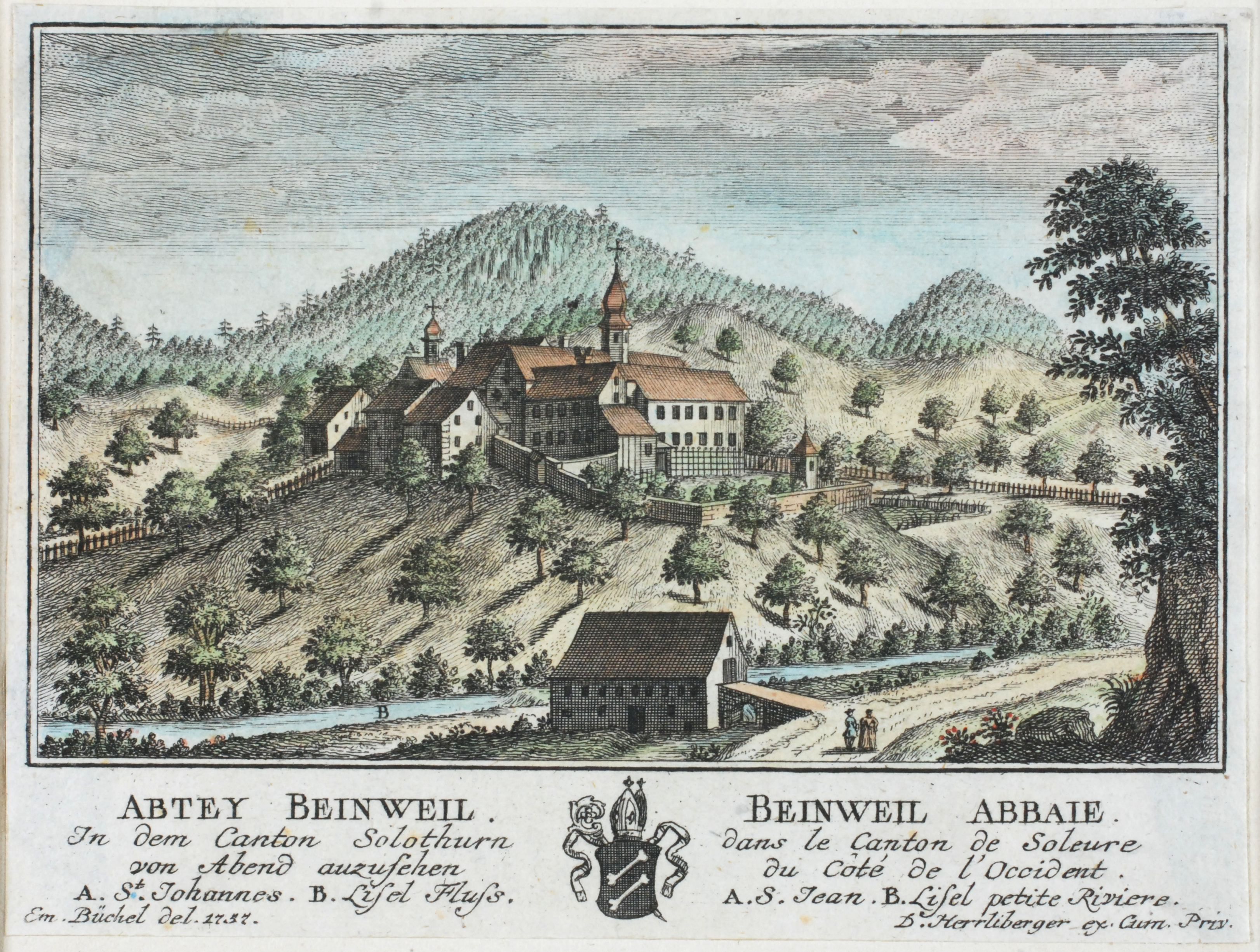
Abbaye de Beinwil, 1757/1758.

L'abbaye est fondée entre 1080 et 1124, sur demande de la noblesse locale, par des moines venus de l'abbaye de Hirsauge sous la conduite de l'abbé Esso. Les plus anciens documents en notre possession sont un privilège du pape Eugène III daté du 23 juillet 1147 et un document de Frédéric Barberousse du 29 juillet 1152. Le privilège de 1147 est un remerciement pour le don de l'abbaye au Saint-Siège. Il mentionne quatre donateurs dont au moins un est comte de Soyhières et énumère dix lieux propriétés de l'abbaye. Le don d'une abbaye au Saint-Siège est obligatoire pour tout monastère de la réforme clunisienne. Le document de Frédéric Barberousse reprend celui d'Eugène III mais y ajoute les dispositions concernant l'avouerie La liste des possessions de l'abbaye mentionne cette fois 21 lieux. Vers 1190, l'avouerie passe par héritage des comtes de Soyhières à ceux de Thierstein. En 1194, un document du pape Célestin III liste 57 lieux où l'abbaye possède des propriétés. Un tel développement de l'abbaye est aussi manifeste au vu de sa bibliothèque qui comprend environ 200 ouvrages vers l'an 1200. 
Commence alors le déclin du monastère, pour diverses raisons : épidémie de peste (1348), tremblement de terre de Bâle (1356), ainsi que pillages ou incendies répétés, conséquences directes des divers conflits impliquant les villes de Soleure, de Bâle ou les comtes de Thierstein, protecteurs du monastère.
Au cours du XVIe siècle, il ne reste que quelques moines et l'abbaye est placée en 1589 sous la responsabilité de l'abbaye d'Einsiedeln, puis en 1622 sous celle de l'abbaye de Rheinau. Son isolement géographique amène la communauté à construire l'abbaye de Mariastein et à s'y transférer en 1648. L'abbaye et ses annexes deviennent église paroissiale et cure.
Le 4 août 1978, un incendie se déclare dans une pièce de la cure. Les flammes se propagent rapidement à l'église consacrée à saint Vincent de Saragosse et détruisent cinq autels sculptés et richement décorés, la chaire, de nombreuses statues ainsi que le plafond en bois peint. La tour, les façades extérieures et l'horloge sortaient juste d'une décennie de rénovation. Le toit et partiellement le premier étage du bâtiment conventuel sont détruits. Une commission décide que les bâtiments seront restaurés dans le style des XVIe et XVIIe siècles. Lors de la restauration, des traces des bâtiments primitifs sont retrouvées. Un maître-autel de Bellwald datant des années 1700 est installé.
De 1982 à 2018, l'abbaye de Beinwil a abrité une communauté œcuménique qui proposait des rencontres et accueillait des hôtes. Depuis 2019, elle accueille deux communautés monastiques orthodoxes, une masculine et une féminine.
Un petit musée se trouve dans un bâtiment annexe.

## Abbés et administrateurs de Beinwil
Voici la liste des abbés et des administrateurs de Beinwil selon Eggenschwiler : 

### Abbés de Beinwil
- Esso, vers 1100
- Werner, 1147
- Henri Ier, avant 1188
- Gerungus, Geruncus, 1194-1207
- Henri II, 1212-1236
- Ulrich Ier, 1241?
- Otto, 1246-1267
- Ulrich II, 1278
  - (Peter Senftli/Senftelin[18], 1287)
- Ulrich, 1293
- Pierre, 1298-1217
- Henri III, 1324-1338
- Meyngos/Menozus, 1346-1351
- Jacob, 1370-1388
- Konrad, 1402-1406
  - Jean Walrami/Walraff de Thierstein[19], 1410-1414
- Henri Rotacker, 1415-1431
- Jean d'Oettingen, 1431-1443
- Jean Streng, 1443-1462
- Jean Molitor/Müller, 1462-1485
- Rudolf de Saal, 1485–1500
- Jean Kerckel/Körckel, 1503
- Nicolas Ziegler, 1503-1513
- Louis Rapp, 1514-1527[20]
- Konrad Wescher, 1527-1554/55

### Administrateurs de Beinwil
- Jodok/Jost Strähler/Strähl, 1555-1565
- Urs Häni (Galliculus), 1565-1567
- Egide Gilg, Bürgi, 1567-1573
- Jean Schmid/Faber, 1573-1579
- Urs Reinhard, 1579-1588
- Jean Gruber, 1588-1589
- Wolfgang Spiess, 1589-1614
- Grégoire Zehnder, 1614-1621
- Maurus Hofmann, 1621-1622
- Jean Frei, 1622
- Urs Buri, 1622-1633

## Bâtiments
Les bâtiments de l'abbaye se dressent sur un éperon presque totalement verrouillé par le Lüsseltal. Le monastère, fondé par étapes, est restauré ou transformé à de nombreuses reprises, ce qui explique l'absence d'unité de style.

En 1594, l'administrateur Wofgang Spiess fait construire un nouveau bâtiment qui abrite l'école, nommé Spiessaal. En 1667, une nouvelle reconstruction est décidée. La première pierre est posée en 1668. À la fin de 1669, le nouveau bâtiment conventuel est érigé. L'église et le couvent sont consacrés en 1670. L'église, avec ses cinq autels, est dédiée à saint Vincent de Valence. La grange située de l'autre côté de l'ancienne route menant au Passwang est construite en 1692, le clocher en 1764. Le toit du clocher, initialement pointu, n'a acquis sa forme actuelle qu'en 1842. Le chemin de croix situé au nord jouxtait une allée détruite en 1884. La chapelle Saint-Jean, à côté de la grange au nord-est du couvent, a été construite en 1695.

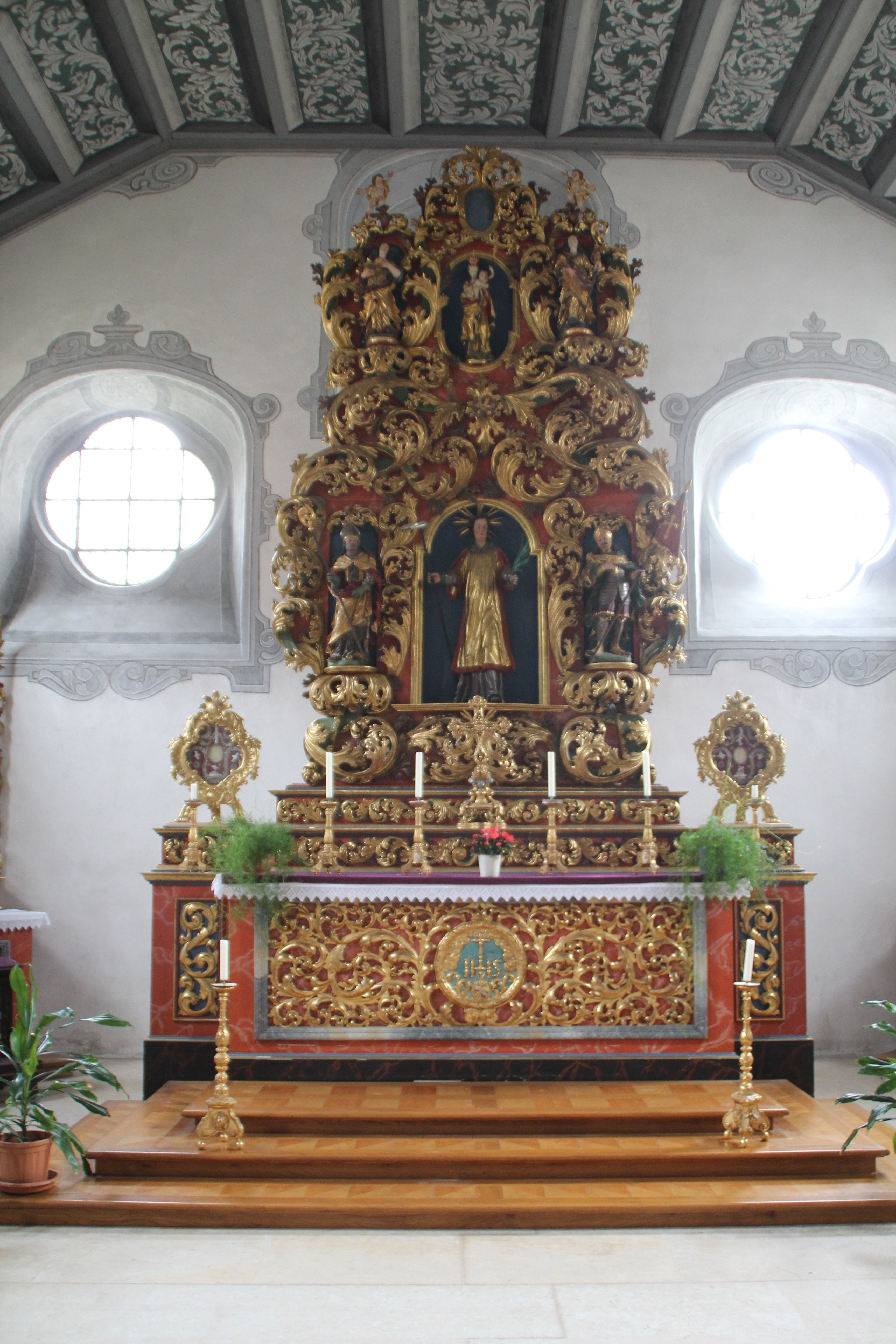
Maître-autel.
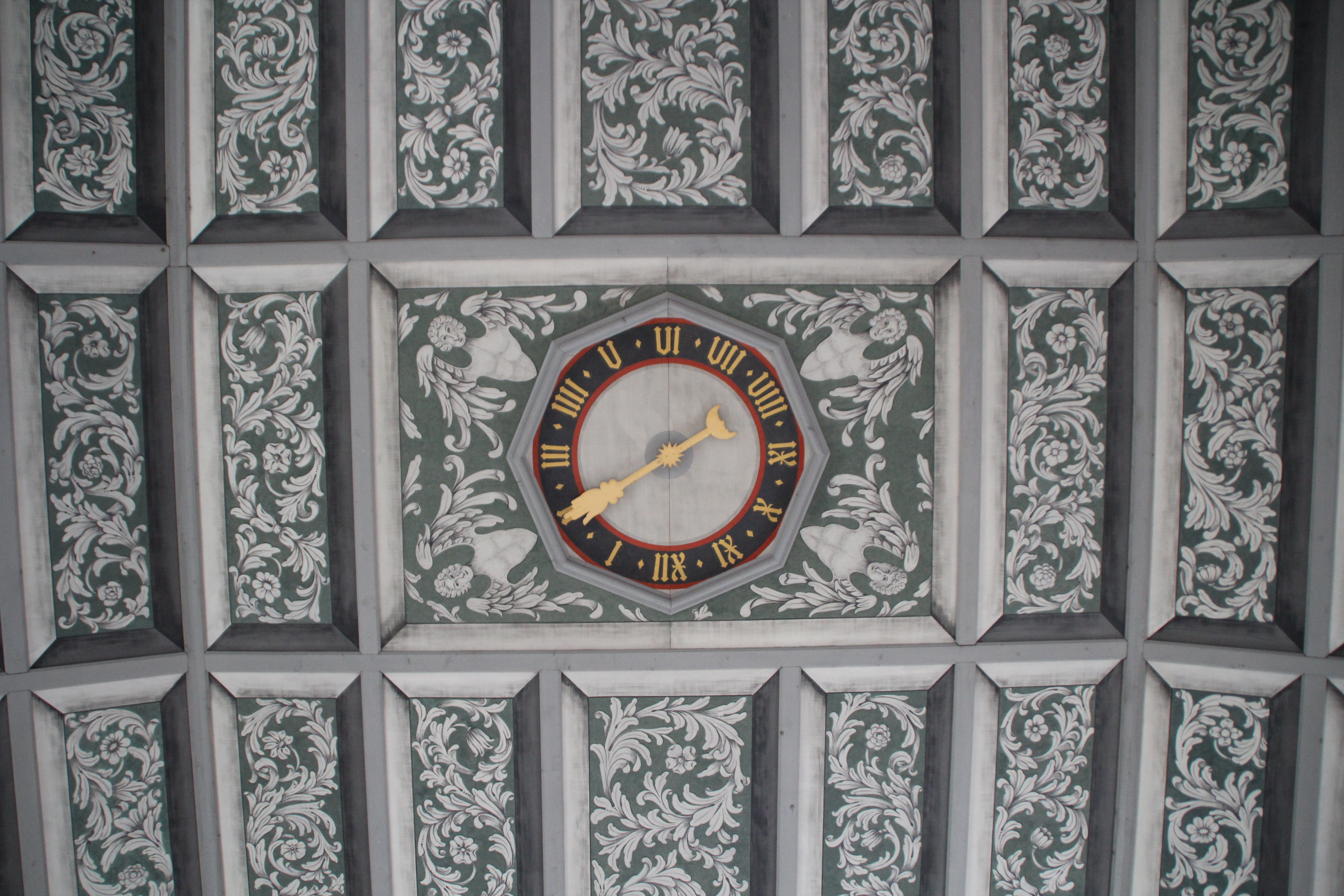
Plafond au-dessus du chœur.
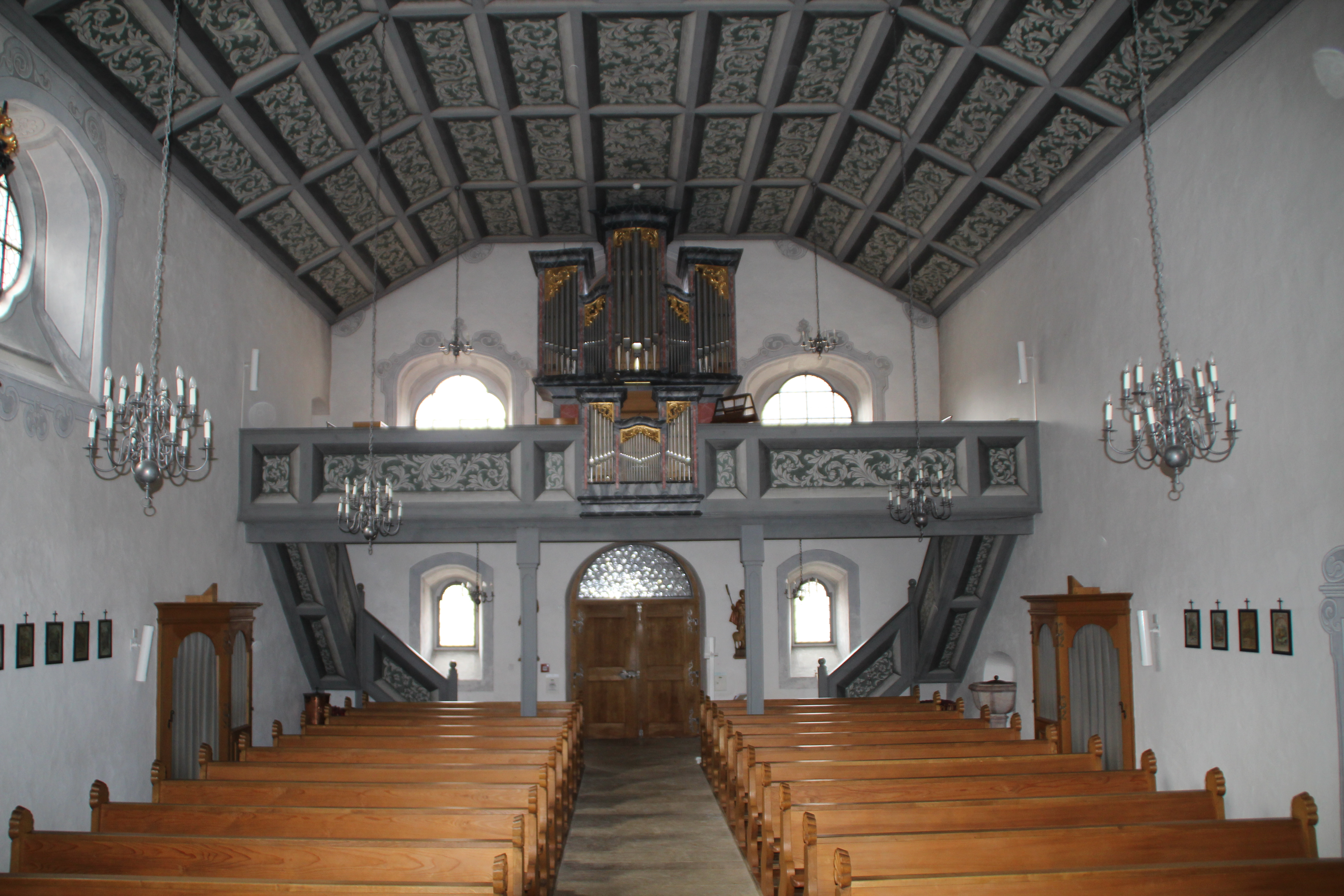
Galerie.
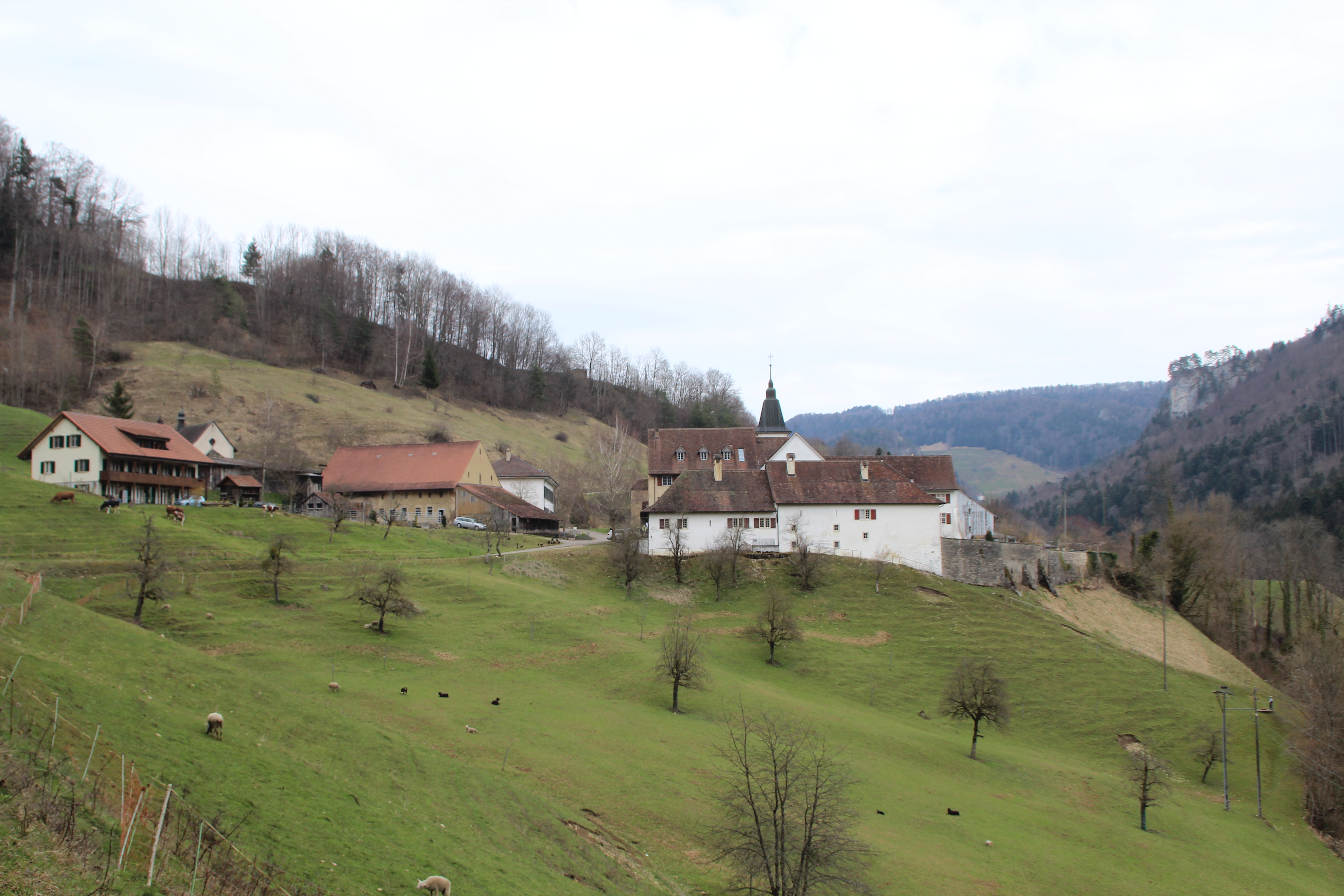
Vue de l'Ouest.